# 奇縁ロマンス
「奇縁ロマンス」（きえんロマンス）は、日本の女性シンガー、ナナヲアカリの6thシングルである。2023年5月10日にソニー・ミュージックアソシエイテッドレコーズより発売された。

## 概要
表題曲は樋口彰彦の同名の漫画を原作とするテレビアニメ『江戸前エルフ』のオープニングテーマとして起用された。作詞・作曲はシンガーソングライターの和ぬか、編曲はボカロPでもある100回嘔吐。カップリング曲としてGuianoによる提供曲「忘れないでベイベー」と、笹川真生による表題曲のリミックスバージョンが収録されている。
販売形態は完全生産限定盤（アーティスト盤）と期間生産限定盤（アニメ盤）の2仕様があり、期間生産限定盤には表題曲のテレビサイズバージョンと、BD特典として、アニメのノンクレジットオープニング映像が収録されている。アートワークは映像クリエイター・十八番茶が担当した。完全生産限定盤は特殊ボックス仕様となっている。ジャケットは表題作の世界観を表現した十八番茶のイラストが使用された。期間生産限定盤は和紙風デジパック仕様。ジャケットにはアニメの登場人物の小金井小糸とエルダリエ・イルマ・ファノメネルが高耳神社を含む下町の風景とともに浮世絵風に描れている。

## 楽曲解説

### 「奇縁ロマンス」
表題曲「奇縁ロマンス」は、これまでのナナヲアカリの楽曲ではあまり見られない和楽器の音や軽快なリズム感を使用した、和のテイストが強い楽曲となっている。「奇縁」とは不思議な縁という意味で、文字通り人の縁や生き方をテーマとしており、「運命の赤い糸」をモチーフに、一歩踏み出してみることは悪いことばかりではないと歌っている。和を感じさせる音階の使用、頭サビに高音を配置し、特徴的な言い回しを織り交ぜつつ、ナナヲのボーカルのエモーショナルな魅力を引き出している。
アニメの原作を読んだナナヲは登場人物の1人であるエルフのエルダに共感するところがあったという。音楽評論家の冨田明宏は、インタビューの中で「今回も表現することへの楽しさが伝わってくる楽曲。和の要素がある、キャッチーな最新鋭のポップスでありながら、情緒を残しつつ躍動感を表現する歌唱力が耳を引く」と評している。またインタビューの際にナナオが口にした「一歩踏み出す」という言葉に対し、ナナヲ自身がそれをすることで現状や環境に変化が起きたことを経験してきたからこそ言える言葉とし、ナナヲの価値観の変化を過去形の「嫌でした」と現在進行形の「旅立つんだ」で表現しているところに、ナナヲを7年間追いかけてきたファンは胸を打たれるのではないか、とも述べている。
ナナヲ自身は自然体でゆったりしたところがあり、ハイトーンかつアップテンポが多かったこれまでのナナヲには珍しい楽曲と評している。またナナヲにとって新しいサウンド感の「奇縁ロマンス」と「忘れないでベイベー」を、納得して楽しく歌えるようになった実感があるとも述べている。
MVのアートワークを担当したのは十八番茶。依頼したきっかけは、ナナヲが十八番茶によって制作されたmeiyoの「なにやってもうまくいかない」リミックスバージョンのMVを見たことである。十八番茶はこのMVで和風テイストのアニメーション映像を制作したが、『江戸前エルフ』の舞台も神社であり、共通性があるということで依頼し、また十八番茶もナナヲの楽曲を聴いていたため快諾した。ナナヲは楽曲を聴いて百鬼夜行のイメージを抱いたため、可愛く行進する百鬼夜行という要望を十八番茶に伝えた。その後、十八番茶から「今宵ちゃん」と「小夜ちゃん」などのキャラクターと簡単なストーリーを提示されたが、ナナヲは「ひよこちゃん」というキャラクターを気に入り、「たくさん登場させてほしい」とお願いしたという。MVは十八番茶が1人で約1年をかけて制作した。当初、ナナヲは1人で制作できるとは思えない量の絵コンテを見て、このうちのいくつかはカットされると思って残念がっていたが、完成したMVはむしろそれを超えてきたので驚いたと話している。
先行配信は『江戸前エルフ』の放送が開始した2023年4月7日の翌日にスタートした。また同時にYouTubeでノンクレジットオープニングが、4月21日にMVが公開された。

### 「忘れないでベイベー」
カップリング曲。ナナヲアカリの「忘れてしまうこと、覚えていたいこと」という気持ちをテーマに作詞・作曲・編曲のGuianoが書き下ろした楽曲。ナナヲアカリの息継ぎや環境音など、日常の様々な音がギミックとして施されている。
ナナヲはコロナ禍の時期には様々な悩みがあり、印象的なライブをこれからも作っていきたいと思う一方、コンテンツとして消費され、忘れ去られていくだろうことに淋しさを感じたという。その葛藤をGuianoに話したところ、Guianoが共感し、書き下ろしたのが「忘れないでベイベー」であった。ナナヲは自身の葛藤をGuianoが非常に明確な歌詞と軽快なサウンドで表現してくれ、ナナヲもまたそのメロディに乗って叫ぶことで救われた気持ちになった。また応援してくれるファンたちにメッセージを伝えやすく、すっと受け止めてもらえた気がしたし、ファンたちにも刺さる曲になったと思うと述べている。
冨田明宏は「Guianoの作家性とナナヲの信念が結びついた楽曲で、ネット・二次元・リアルを自身の歌と存在で繋ぎ留めているという彼女の自負を、ハッとするような言葉と演出で表現している」と評している。
先行配信は3月22日に決定し、同日にMVが公開された。このMVは楽曲のイメージを元にイラストレーターの寺田てらがアートワークを担当、実写・CGなどの映像をサイトウユウマが手掛け、ソニーのオブジェクトベースの360立体音響技術により、臨場感豊かな映像となっている。

## 収録曲

### 完全生産限定盤
| #         | タイトル                        | 作詞・作曲 | 編曲      | 時間  |
| --------- | ------------------------------- | ---------- | --------- | ----- |
| 1.        | 「奇縁ロマンス」                | 和ぬか     | 100回嘔吐 | 3:44  |
| 2.        | 「忘れないでベイベー」          | Guiano     | Guiano    | 3:28  |
| 3.        | 「奇縁ロマンス」(笹川真生Remix) |            |           | 2:53  |
| 4.        | 「奇縁ロマンス」(Instrumental)  |            |           | 3:44  |
| 合計時間: | 合計時間:                       | 合計時間:  | 合計時間: | 13:49 |

### 期間生産限定盤
| #         | タイトル                        | 作詞  | 作曲・編曲 | 時間 |
| --------- | ------------------------------- | ----- | ---------- | ---- |
| 1.        | 「奇縁ロマンス」                |       |            | 3:44 |
| 2.        | 「忘れないでベイベー」          |       |            | 3:28 |
| 3.        | 「奇縁ロマンス」(笹川真生Remix) |       |            | 2:53 |
| 4.        | 「奇縁ロマンス」(TV-size ver.)  |       |            | 1:32 |
| 合計時間: | 合計時間:                       | 11:37 |            |      |

| #  | タイトル                                                   | 作詞 | 作曲・編曲 |
| -- | ---------------------------------------------------------- | ---- | ---------- |
| 1. | 「TVアニメ『江戸前エルフ』ノンクレジットオープニング映像」 |      |            |